# Вулфдейл (Пенсільванія)
Вулфдейл (англ. Wolfdale) — переписна місцевість (CDP) в США, в окрузі Вашингтон штату Пенсільванія. Населення — 3055 осіб (2020).

## Географія
Вулфдейл розташований за координатами 40°11′54″ пн. ш. 80°18′10″ зх. д. / 40.19833° пн. ш. 80.30278° зх. д. (40.198231, -80.302829).  За даними Бюро перепису населення США в 2010 році переписна місцевість мала площу 6,22 км², уся площа — суходіл.

## Демографія
Згідно з переписом 2010 року, у переписній місцевості мешкало 2888 осіб у 1261 домогосподарстві у складі 857 родин. Густота населення становила 464 особи/км².  Було 1319 помешкань (212/км²).
Расовий склад населення:
| - 97,5 % — білих - 1,3 % — чорних або афроамериканців - 0,2 % — азіатів |

До двох чи більше рас належало 0,7 %. Частка іспаномовних становила 0,9 % від усіх жителів.
За віковим діапазоном населення розподілялося таким чином: 19,0 % — особи молодші 18 років, 58,4 % — особи у віці 18—64 років, 22,6 % — особи у віці 65 років та старші. Медіана віку мешканця становила 47,3 року. На 100 осіб жіночої статі у переписній місцевості припадало 87,8 чоловіків;  на 100 жінок у віці від 18 років та старших — 82,5 чоловіків також старших 18 років.
Середній дохід на одне домашнє господарство  становив 60 528 доларів США (медіана — 50 739), а середній дохід на одну сім'ю — 70 009 доларів (медіана — 63 295). Медіана доходів становила 60 163 долари для чоловіків та 37 888 доларів для жінок. За межею бідності перебувало 16,5 % осіб, у тому числі 32,4 % дітей у віці до 18 років та 7,0 % осіб у віці 65 років та старших.
Цивільне працевлаштоване населення становило 1378 осіб. Основні галузі зайнятості: освіта, охорона здоров'я та соціальна допомога — 33,5 %, виробництво — 11,8 %, роздрібна торгівля — 9,7 %, мистецтво, розваги та відпочинок — 9,5 %.